# لوبياء صومالية
لوبياء صومالية (الاسم العلمي:Vigna somaliensis) هو نوع من النباتات يتبع جنس اللوبياء من الفصيلة البقولية.